# MG 13
La MG 13 (de l'alemany Maschinengewehr 13) era una metralladora de propòsit general, obtinguda re-dissenyant la poc coneguda metralladora de la Primera Guerra Mundial, la Dreyse 1918, en una versió refrigerada per aire.

## Història
La Dreyse 18 era una metralladora pesada, refrigerada per aigua, amb un trípode i municionada amb una cinta. Al 1908, Louis Schmeisser va patentar el model i la va anomenar Dreyse, en honor de Johann Nikolaus von Dreyse, fundador de la fàbrica d'armament on treballava. El model 08 va ser millorat per les versions posteriors de 1912 i 1918. Sota les limitacions del Tractat de Versalles es va ordenar des de la Reichwehr que es modifiqués a la companyia Simson de Suhl. La nova variant refrigerada per aire, amb un bípode i alimentada per carregadors va anomenar MG 13 fent veure que era un disseny del 1913 per enganyar a la Comissió de Control Aliada.
La MG 13 va entrar en servei en 1930, on va ser la metralladora lleugera estàndard. Va ser reemplaçada per versions més barates de fabricar i amb més cadència de foc, com la MG 34 i més tard la MG 42. Va ser retirada del servei oficialment en 1934, i la majoria de les MG 13 van ser venudes a Espanya on se la va conèixer com a MG13 i Portugal, on van ser utilitzades fins a finals de la dècada de 1940, i eren anomenades com a Metralhadora 7,92 mm m/938 Dreyse. Aquelles metralladores que no van ser venudes, van ser utilitzades per les tropes alemanyes de segona línia de combat en la Segona Guerra Mundial. Com era molt fàcil de agafar, disparar i carregar, moltes tropes de segona línia podien utilitzar les MG 13 molt be.
La MG 13 va ser dissenyada per a disparar des d'un carregador de 25 bales o un carregador de doble tambor (Doppeltrommel) de 75 bales. Estava equipada amb una culata plegable i una nansa de transport. També era utilitzada en la torreta del tanc Panzer I.
Els Xinesos Nacionalistes també van importar Panzer I amb les metralladores MG 13. Oimés, la MG 13 també es va utilitzar contra els japonesos en la Segona Guerra sinojaponesa.

## Usuaris
- Alemanya Nazi
- Portugal
- República de la Xina

## Links
- (1945) Manual del Fusil Ametrallador 13 Dreyse (Spanish manual for the MG 13)
- Photo gallery Arxivat 2016-01-18 a Wayback Machine.